# 40 Winks
40 Winks – gra wideo opublikowana w 1999 roku przez Eurocom Entertainment Software i GT Interactive Software dla konsoli PlayStation. Gra jest już dostępna na Playstation Network.

## Fabuła
Gracz w czasie gry może wcielić się w chłopca o imieniu Ruff, badź jego siostrę - Tumble. 
Nitekap i jego wspólnik Threadbear porwali 40 duszków, które są odpowiedzialne za dobre sny. Ich miejsce zastąpiły złe diabły wysłane przez naszego głównego wroga. Zadaniem naszego bohatera jest
uwolnienie duchów i pokonanie Nitekapa.
Podczas gry zbiera się żetony w kształcie księżyców, które wykorzystuje się, aby krzyczeć na swoich przeciwników. Dodatkowo można znaleźć żetony o kształcie litery Z, dzięki którym bohaterowi wraca zdrowie. W każdej planszy należy szukać tzw. trybów, aby uruchomić przejście do następnego pomieszczenia. Na każdej mapie są do odnalezienia 4 diamenty niezbędne do ukończenia danego etapu rozgrywki. 
Bohater odwiedza różne miejsca, zaczynając od nawiedzonych domów, następnie prehistorię, w kosmosie kończąc.